# Lady Soul
Lady Soul es el undécimo álbum de la cantante de soul estadounidense Aretha Franklin, publicado el 22 de enero de 1968 por Atlantic Records. Fue su segundo gran álbum cargado de éxitos, entre los que destacan los hits "Chain of fools" y "A natural woman". El álbum consiguió llegar a lo más alto de las listas de ventas americanas.
En 2003 la cadena VH1 colocó a Lady Soul en el puesto 41 de los mejores álbumes de la historia. La revista Rolling Stone, por su parte, la posicionó en el puesto 85 de los 500 mejores álbumes de todos los tiempos.

## Lista de canciones
| Lado A |                                           |                                           |          |  |
| N.º    | Título                                    | Escritor(es)                              | Duración |  |
| 1.     | «Chains of Fools»                         | Don Covay                                 | 2:46     |  |
| 2.     | «Money Won't Change You»                  | James Brown - Nat Jones                   | 2:08     |  |
| 3.     | «People Get Ready»                        | Curtis Mayfield                           | 3:42     |  |
| 4.     | «Niki Hoeky»                              | Pat Vegas - Lolly Vegas - Jim Ford        | 2:31     |  |
| 5.     | «(You Make Me Feel Like) A Natural Woman» | Gerry Goffin - Carole King - Jerry Wexler | 2:44     |  |

| Lado B |                                             |                                 |          |  |
| N.º    | Título                                      | Escritor(es)                    | Duración |  |
| 1.     | «(Sweet Sweet Baby) Since You've Been Gone» | Aretha Franklin - Ted White     | 2:25     |  |
| 2.     | «Good to Me As I Am To You»                 | Franklin - White                | 3:56     |  |
| 3.     | «Come Back Baby»                            | Walter Davis                    | 2:25     |  |
| 4.     | «Groovin»                                   | Felix Cavaliere - Eddie Brigati | 2:57     |  |
| 5.     | «Ain't No Way»                              | Carolyn Franklin                | 4:17     |  |

## Créditos
- Aretha Franklin	 - 	Voz / Piano
- Joe South	 - 	Guitarra
- Bobby Womack	 - 	Guitarra
- King Curtis	 - 	Saxo
- Joe Newman	 - 	Trompeta
- Seldon Powell	 - 	Flauta / Saxo tenor
- Ellie Greenwich	 - 	Coros
- Carolyn Franklin	 - 	Coros
- Erma Franklin	 - 	Coros
- The Sweet Inspirations	 - 	Coros
- Gene Chrisman	 - 	Batería
- Cissy Houston	 - 	Coros
- Eric Clapton	 - 	Guitarra
- Tommy Cogbill	 - 	Bajo
- Tom Dowd	 - 	Ingeniero de sonido
- Bernie Glow	 - 	Trompeta
- Roger Hawkins	 - 	Batería
- Haywood Henry	 - 	Saxo
- Jimmy Johnson	 - 	Guitarra
- Melvin Lastie	 - 	Trompeta
- Spooner Oldham	 - 	Teclados / Piano
- Warren Smith	 - 	Coros / Vibráfono
- Tony Studd	 - 	Trombón
- Frank Wess	 - 	Flauta / Saxo tenor
- Jerry Wexler	 - 	Productor